# Muros de Nalón (parroquia)
Muros de Nalón es una parroquia del concejo homónimo del Principado de Asturias (España). Ocupa una extensión de 5,78 km² y alberga una población de 1340 habitantes.(INE 2017)

## Poblaciones
Según el nomenclátor de 2017 la parroquia está formada por las poblaciones de:
- Era (barrio): 215 habitantes;
- Muros (villa): 448 habitantes;
- La Pumarierga (barrio): 78 habitantes;
- Reborio (barrio): 290 habitantes; y
- Villar (barrio): 277 habitantes.